# Чемпионат Европы по самбо 1998
XVII Чемпионат Европы по самбо 1998 года прошёл 23-27 апреля в городе Шяуляй (Литва).

## Медалисты

### Мужчины
| Весовая категория | Золото                       | Серебро                       | Бронза                                                     |
| ----------------- | ---------------------------- | ----------------------------- | ---------------------------------------------------------- |
| до 52 кг          | Схатбий Альхаов · Россия     | Ерванд Григорян · Армения     | Мераби Лагвилава · Грузия Николай Цыпандин · Беларусь      |
| до 57 кг          | Алексей Смирнов · Россия     | Ибрагим Алиев · Азербайджан   | Сергей Тулупов · Беларусь Андрей Терентьев · Литва         |
| до 62 кг          | Натик Багиров · Беларусь     | Сехриман Агаев · Азербайджан  | Андрей Сероштанов · Украина Михаил Таку · Молдова          |
| до 68 кг          | Арчил Чохели · Грузия        | Ашот Маркарьян · Россия       | Виталий Скачок · Беларусь Виктор Савинов · Украина         |
| до 74 кг          | Эльчин Рашидов · Азербайджан | Владислав Чернавскис · Латвия | Ален Балабан · Беларусь Александр Журавель · Украина       |
| до 82 кг          | Александр Коновалов · Россия | Гиви Шариашвили · Грузия      | Папуна Хумения · Латвия Юрий Сеножатский · Беларусь        |
| до 90 кг          | Гусейн Хайбулаев · Россия    | Мовлуд Миралиев · Азербайджан | Гейдриус Печелюнас · Литва Вано Гамхиташвили · Грузия      |
| до 100 кг         | Иосиф Ахалбедашвили · Грузия | Мурат Озов · Россия           | Дмитрий Новик · Беларусь Константин Насрединов · Литва     |
| свыше 100 кг      | Мурат Хасанов · Россия       | Янбул Камечадзе · Грузия      | Деян Павичевич · СР Югославия Эльшан Поладов · Азербайджан |

#### Командный зачёт
1. Россия;
2. Грузия;
3. Беларусь;
4. Азербайджан;
5. Украина;
6. Латвия;
7. Литва;
8. Армения;
9. Молдова;
10. СР Югославия;
11. Болгария;
12. Эстония;
13. Великобритания;
14. Италия.

### Женщины
| Весовая категория | Золото                      | Серебро                        | Бронза                                              |
| ----------------- | --------------------------- | ------------------------------ | --------------------------------------------------- |
| до 48 кг          | Татьяна Москвина · Беларусь | Светлана Комарова · Россия     | Л. Кривунец · Украина А. Трасабарес · Испания       |
| до 52 кг          | Наталья Костылева · Россия  | И. Багдасарян · Армения        | О. Полипчук · Украина                               |
| до 56 кг          | Т. Иванова · Россия         | А. Павлева · Молдова           | Е. Карейша · Беларусь                               |
| до 60 кг          | Ирина Афонина · Россия      | Д. Павленкова · Беларусь       | Н. Покора · Украина Саис Гонсалес Африка · Испания  |
| до 64 кг          | Анна Сараева · Россия       | И. Вайтекунайте · Литва        | М. Крымская · Украина М. Маркова · Болгария         |
| до 68 кг          | Т. Кутепова · Россия        | И. Богачёва · Литва            | М. Монтес Гуйяда · Испания А. Лукъяненка · Болгария |
| до 72 кг          | Юлия Кузина · Россия        | Л. Гоголенко · Украина         | Г. Савенкова · Беларусь                             |
| до 80 кг          | Ольга Шуклина · Россия      | Л. Гарагуля · Украина          | С. Волнова · Беларусь Л. Амброзайте · Литва         |
| свыше 80 кг       | Ирина Родина · Россия       | Вероника Козловская · Беларусь | О. Силаева · Латвия                                 |

#### Командный зачёт
1. Россия;
2. Беларусь;
3. Украина;
4. Литва;
5. Испания;
6. Армения;
7. Болгария;
8. Молдова;
9. Латвия;
10. СР Югославия;
11. Грузия;
12. Азербайджан;
13. Эстония.